# 엄항섭

엄항섭, 여운형, 장면
1947년 미소공동위원회 회의장에서
(앞줄 왼쪽 선글라스를 낀 남자가 엄항섭, 바로 옆은 여운형, 엄항섭의 뒷쪽 왼편에 흰 양복에 흰 중절모를 쓴 이는 장면

엄항섭(嚴恒燮, 1898년 10월 15일 (음력 9월 1일) ~ 1962년 7월 30일)은 한국의 독립운동가이자 중화민국의 공무원이며, 대한민국의 정치인이다. 본관은 영월(寧越), 호는 일파(一波)이며, 가명은 아호를 따서 엄일파라 하였다.
임시정부 선전부장을 지냈고 광복 뒤에는 한국독립당의 간부로 활동하였고, 1930년부터는 백범 김구(金九)의 최측근으로 활동했다.
해방 이후 대한민국 임시정부 귀국 제1진으로 귀국, 한국독립당의 국내지부 건설과 김구를 도와 신탁통치 반대 운동, 미소공위 반대 운동 등에 참여하였으며 1948년 김구의 남북협상을 지지하였다. 그 뒤 남북협상 실패 후 1950년 한국 전쟁 중 납북되었다.
안공근과 함께 김구의 최측근이었으며 이승만의 측근인 이기붕, 독립운동가 김규식의 인척이었다.

## 생애

### 생애 초기
엄항섭은 1898년 경기도 여주군 금사면 주록리에서 엄주완과 김규식의 딸 청풍 김씨의 아들로 태어났다. 할아버지는 엄세영(嚴世永)으로 농상공부아문 대신 판중추부사, 경상북도 관찰사 등을 역임하였고 아버지는 승지 주완(柱完)이다. 어머니 김씨는 김규식의 1남 3녀 중 둘째 딸이며, 외할아버지 김규식은 규장각 제학과 충청도관찰사를 지냈으나 단발령을 감행하는 과정에서 단발령에 저항하는 성리학자들에게 암살당했다. 형제로는 형 엄승섭(嚴承燮), 동생 엄홍섭(嚴弘燮) 등이 있다.
그의 유년 시절에 대한 것은 알려지지 않았다. 보성고등보통학교(보성고등학교의 전신)를 졸업하고 3·1 운동에 가담하였다가 중국 상해로 망명하여 예관 신규식을 찾아가서 비밀결사인 동제사의 요원으로 활동을 했으며, 조선인 최초로 1911년 중국 공화(신해)혁명에 참가한 예관 신규식의 공화주의 항일 독립혁명을 지원하는 신아동제사의 본부가 있었던 항주의 지장대학을 입학하게 되었다. 중국망명 당시에는 일명 예빗·엄이라고도 불렀다. 중국에 망명해서는 일파(一波)라는 호를 주로 사용했고, 필명으로 대위(大衛)를 사용한 적도 있다. 엄항섭의 성장과정에 대해서는 알려진 것이 거의 없고 1920년 항저우(杭州)에 있는 지장대학(芝江大學)을 졸업한 것으로 되어 있다. 선생은 지강대학에서 중국어·영어·불어 등 어학을 공부하였다. 어학을 공부한 것이 후일 그가 임시정부에서 활동하는 데 주요한 자산이 되었다.
1922년 지강대학을 졸업한 후, 선생은 상해로 돌아왔다. 그동안 상해의 임시정부는 크게 변해 있었다. 수립 초기 국내외에서 많은 인사들이 모여들어 임시정부를 구성하고 있었지만, 여러 가지 사정으로 인해 뿔뿔이 흩어진 것이다. 미국에 있던 대통령 이승만은 상해로 부임하였다가 다시 미국으로 돌아갔고, 국무총리 이동휘도 떠났다. 그리고 각원들도 대부분 사퇴하였다. 시일이 지나면서 젊은 청년들 역시 임시정부에서 멀어져 갔다. 이로 인해 임시정부는 정부로서의 조직을 유지할 수 없을 정도가 되었고, 김구와 이동녕을 비롯한 몇몇 인사들이 임시정부를 부둥켜안고 있었다.
사람만 떠난 것이 아니라, 경제적으로도 매우 어려워졌다. 수립 초기에는 임시정부에 대한 기대로 많은 사람이 모여들었고, 이와 함께 독립자금도 적지 않게 들어왔다. 그러나 사람이 떠나면서 자금도 함께 줄어들었고, 임시정부 청사의 집세를 내지 못할 형편이 되었다. 그 뿐만이 아니었다. 임시정부를 유지하고 있던 김구·이동녕 등의 인사들조차 끼니 걱정을 해야 할 정도로 경제적 곤궁은 극심한 형편이었다.
선생은 임시정부는 어떻게 해서든 유지시켜야 한다고 생각했다. 그 방편으로 선생은 불란서 조계의 공무국에 취직하였다. 자신이 월급을 받아 그 돈으로 임시정부 요인들의 끼니를 해결하고, 또 일본영사관에서 한인들을 체포하려는 정보를 얻어내고자 하는 의도도 있었다. 당시의 사정을 김구는 『백범일지』에 다음과 같이 기록해 놓았다.
엄항섭군은 유지청년으로 지강대학 중학을 졸업하였다. 졸업 후 그는 자기 집 생활은 돌보지 않고, 석오 이동녕 선생이나 나처럼 먹고 자는 것이 어려운 운동가를 구제하기 위해 불란서 공무국에 취직을 하였다. 그가 불란서 공무국에 취직한 것은 두 가지 목적에서였다. 하나는 월급을 받아 우리에게 음식을 제공해주는 것이고, 다른 하나는 왜(倭)영사관에서 우리를 체포하려는 사건을 탐지하여 피하게 하고, 우리 동포 중 범죄자가 있을 때 편리를 도모해주는 것이었다.네이버 지식백과
이후 상하이(上海)에서 언론활동을 하다가 1929년 재중국한인청년동맹 중앙위원이 되었다.
상하이의 불조계 프랑스 공무국에 근무하면서 김구(金九)를 만나 대한민국 임시정부에 투신했다. 이후 그는 김구를 극진히 대우하였고, 김구의 생활비를 조달하기도 했다. 이후 임시정부가 와해될 위기에 처했어도 임정을 떠나지 않고 김구를 보좌하면서 김구의 신뢰를 얻었다.
1930년 한국독립당, 1935년 한국국민당 창당에 참가했으며, 1932년 대한민국 임시의정원 의원이 되었으며, 한국독립당 중앙위원회 선전부장 등을 거쳐 이후 광복 시점까지 임시정부와 광복군에서 활발히 활동했다.

### 일제 강점기 후반
1940년 한국국민당과 재건 한국독립당, 조선혁명당의 3당이 통합되면서 한국독립당이 창당되는 과정에서 중요한 역할을 했으며, 1944년 임시정부 선전부장, 각주(김구) 판공비서에 임명되었다. 김구가 미국 육군 OSS 특무대와 합동 작전으로 조선 진공계획을 추진함에 따라 그는 김구와 미국에 있는 이승만 사이의 연결을 주선하며 OSS 훈련 유치를 위한 활동, 공작에 나선다. 1942년 임시의정원 외무분과위원장이 되었다.

1945년 8월 김구와 면담한 도노번 소장, 맨 끝이 엄항섭

### 해방 이후 정치 활동

#### 귀국 직후

1945년 12월 19일 임시정부요인 환국기념회에서 (단상 두 번째 가운데에서 주시하는 이가 엄항섭)

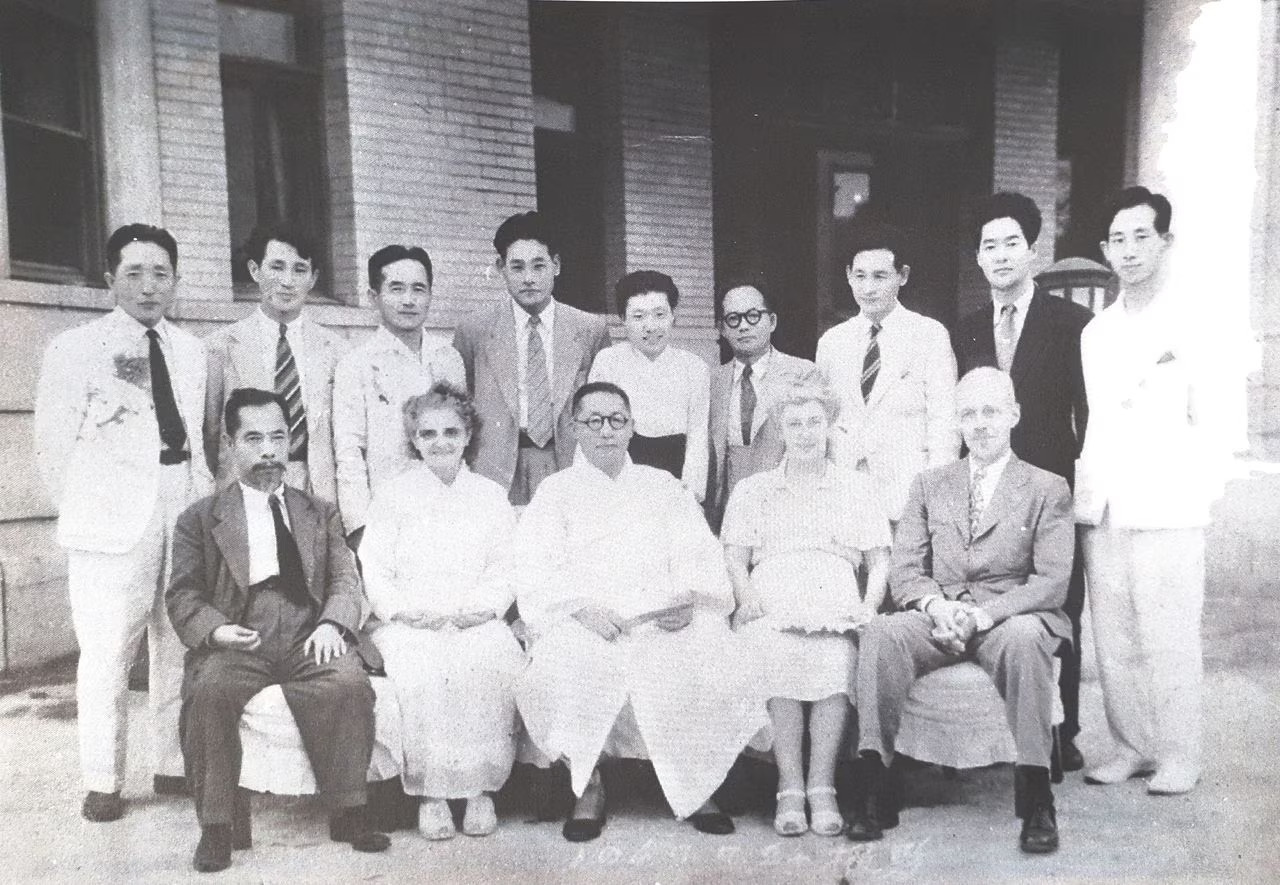
한국 방문 중 경교장을 찾아온 피치 박사 부부와 함께 (1946년)
앞줄 가운데는 김구, 뒷줄 왼쪽 첫 번째가 엄항섭, 앞줄 왼쪽이 피치 박사 부부, 앞줄 오른쪽은 조완구, 프란체스카 도너 순, 뒷줄 왼쪽 세 번째는 이기붕, 네 번째는 안우생, 가운데는 안미생, 오른쪽 첫 번째는 선우진, 네 번째는 서영해

광복 후 11월 3일 임시정부 환국 제 1진의 한사람으로 상하이 비행장을 출발해 비행기편으로 김포공항에 착륙하였다. 귀국해서도 김구를 따라 우익 정치인으로 활동하였으며 1946년 2월 14일 비상국민회의 선전위원회 위원장으로 선출되었다.
1945년 12월 24일 한국 소년군 총본부 이사장에 추대되었다. 취임사에서 그는 '우리 소년군은 오늘과 같이 길러온 유지들을 중심으로 진행할 방침인데 일반 사회에서도 많은 원조를 해주기 바란다.'라고 발표하였다.
이후 김구, 이승만 등과 함께 신탁통치 반대 운동에 참여하였다가 1946년 1월 1일 미군정청에 소환되어 경고를 받기도 했다. 그 해 1월 3일 다시 복귀할 것을 명하는 김구의 교서를 낭독하였다.
1947년 1월 26일 경교장에서 열린 반탁독립투쟁회 결성에 참여하고 반탁투쟁회 중앙집행위원의 한사람으로 선출되었다.
1947년 12월 이후 김구가 남북협상으로 전환하면서 그 역시 노선을 전환, 1948년 4월 20일 남북협상에서 한국독립당 대표단의 일원으로 참석했다.

#### 남북 협상에 참여
1948년 1월 12일 UN한국위원회가 서울에 도착하자 회의에 참관하였다. 김구가 이승만과 결별하자 김구를 따라 1948년 남북 제정당사회단체 대표자연석회의에 함께 참가하는 등 계속 김구의 측근으로 활동하다가 김구 사후에는 지인들과 멀리하면서 정치적으로 몰락해 갔다. 1950년 한국 전쟁 중 입북했다. 1956년 7월 재북평화통일촉진협의회 상임위원 겸 집행위원에 선출되었다.
엄항섭은 임정 요인으로서 조선민주주의인민공화국으로 간 인물들 중 50대 초반으로서 비교적 나이가 젊고 건강한 편이었기에, 1958년 구 우익 계열의 재북 인사들이 김일성을 지지하며 결성한 재북평화통일촉진협의회에서도 활발한 활동을 했던 것으로 전해졌다.
1945년 11월 23일 임정요인의 제1진으로 환국하여 경교장(京橋莊)을 중심으로 조완구(趙琬九)와 함께 김구의 유일한 측근으로 김구를 보좌하였으며, 문장에 뛰어나서 김구 명의로 발표하는 모든 성명이나 국민에게 발표하는 호소문을 거의 기초하였다.
김구가 작성하여 발표하는 각종 글을 번역하는 것도 선생의 몫이었다. 한인애국단을 조직하여 이봉창(李奉昌)·윤봉길(尹奉吉)의 의거를 주도하였던 김구는 두 사람의 의거를 세상에 알리고자 하였다. 그 하나로 김구는 이봉창이 사형에 처해진다는 소식을 접하고, 이봉창이란 인물의 행적과 그가 결행한 일황저격의거의 경과와 사실을 「동경작안지진상(東京炸案之眞相)」이란 제목으로 작성하였다. 국한문 혼용으로 된 이 글을 엄항섭이 중국어로 번역하였고, 이 글은 중국의 《신강일보(申江日報)》와 《중앙일보(中央日報)》에 「진동전세계 동경작안지진상(震動全世界 東京炸案之眞相)」이란 제목으로 보도되었다.

#### 건국실천원양성소 활동

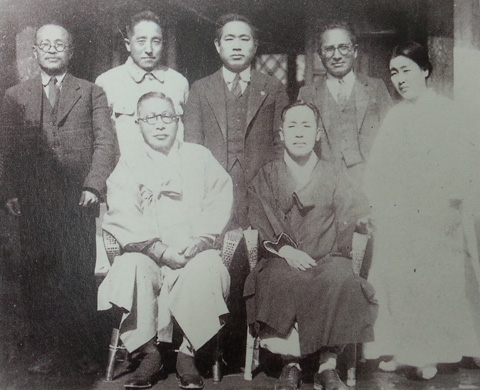
단국대학 설립시 김구와 격려차 방문 1948년 1월 18일 낙원동
앞줄:김구 장형, 뒷줄:장도빈, 엄항섭, 양주동, 김정실, 박정숙

건국실천원양성소(建國實踐員養成所)는 1947년 국가를 건설하기 위한 인재 양성을 목적으로 설립한 단체로 대한민국 임시정부 각주이었던 김구(金九)가 귀국한 뒤 국가 건설에 따른 인재의 필요성을 느껴 서울시 용산구 원효로에 있던 원효사를 본부로 설립하였다.
특히 이 단체는 김구의 자주정부 수립을 위한 준비의 일환으로, 임시정부가 1940년 9월 충칭(重慶)에서 제정, 공포한 ＜대한민국건국강령＞을 기초로 하였다.
건국강령은 제1장 총칙, 제2장 복국(復國), 제3장 건국으로 구성되었고, 그 내용은 정치·경제·교육의 균등한 발전을 통하여 복국(復國), 건국(建國), 치국(治國), 더 나아가서는 구세(救世)의 이상을 실현하고자 한 조소앙의 삼균주의(三均主義)를 바탕으로 하였다.
독립운동 과정 중 복국의 단계에서 광복군(光復軍)이 필요했던 것처럼, 건국의 단계에서는 건국의 동량이 필요했고, 이 필요에 의하여 1947년 3월 이 양성소가 설립되었다.
명예소장에 이승만(李承晩), 소장에 김구(金九), 이사장에는 장형(張炯)으로 출발한 이 양성소는 전국 각지의 우수한 애국청년들을 선발하여 건국운동의 중견 일꾼으로 양성하고자 교육을 시켰다. 이러한 인재 양성의 발상은 청년들이 국가를 건설하는 데 매우 중요한 구실을 한다는 김구 개인의 신념에서 나왔다.
양성소의 매기 교육 인원은 100명 내외였다. 교육기간은 제1기가 2개월이었고, 제2기부터 마지막 교육을 받은 제9기까지는 1개월이었다. 교육내용은 독립운동사·정치·경제·법률·헌법·역사·선전·민족문화·국민운동·철학·약소민족문제·농촌문제·협동조합·사회학·공산주의 비판·여성문제 등과 특별강의였다. 1948년 12월 제5기 수료생 명부에 따르면 명예소장 이승만, 소장 김구, 부소장 엄항섭, 이사장 장형으로 진용을 갖추고 있었다.
강사는 조소앙(趙素昻)·조완구(趙琬九)·신익희(申翼熙)·지청천(池靑天)·나재하(羅在夏)·김성주(金成柱)·김경수(金敬洙)·최호진(崔虎鎭)·김정실(金正實)·양주동(梁柱東)·민영규(閔泳珪)·엄상섭(嚴詳燮)·엄항섭(嚴恒燮)·김학규(金學奎)·설의식(薛義植)·김기석(金基錫)·이상조(李相助)·각주균(朱碩均)·홍병선(洪秉璇)·김하선(金昰善)·김석길(金錫吉)·안재홍(安在鴻)·정인보(鄭寅普)·황기성(黃基成)·이인(李仁)·김활란(金活蘭)·김법린(金法麟)·박순천(朴順天)·이은상(李殷相) 등 각계의 인사들이었다. 이때 엄항섭은 친분이 있던 김정실, 양주동과 함께 강사로 참여하였다.

이러던 차에 1949년 6월 26일 한국독립당 당수 김구가 육군포병소위 안두희(安斗熙)에게 권총으로 살해된 김구암살사건(金九暗殺事件)이 발생하여 김구가 암살된 후, 1949년 8월 23일 건국실천원양성소는 해체되고 건물 원효사는 1949년 9월 홍익대학교에 인수됐다.

### 김구 사망과 6·25 전쟁 중 납북
선생님! 선생님! 선생님은 가셨는데 무슨 말씀하오리까. 우리들은 다만 통곡할 뿐입니다. (중략)… 선생님! 선생님! 민족을 걱정하시던 선생님의 말씀을 저녁마다 듣자왔는데, 오늘 저녁부터는 뉘게 가서 이 말씀을 듣자오리까. 선생님! 선생님! 민족을 걱정하시던 선생님의 얼굴을 아침마다 뵈었는데, 내일 아침부터는 어데 가서 그 얼굴을 뵈오리까. 선생님은 가신대도 우리는 선생님을 붙들고 보내고 싶지 아니합니다.
- 엄항섭 선생이 김구의 영전에 바친 추모사 중에서(1949. 6) -

광복 후인 1945년 11월 23일, 엄항섭은 임시정부와 함께 환국하였다. 그 뒤 국내에서도 임시정부와 함께 활동하며 김구의 곁을 떠나지 않았다. 끝내 국토는 38선으로 분단되었고, 미군정하에서 임시정부의 이름으로 활동할 수 있는 공간과 여건도 없었다.
남한만의 단독정부 수립이 추진되자, 엄항섭은 이를 반대하며 김구와 함께 남북협상에 참여하였다. 통일된 정부수립을 갈망하였지만, 남북에 각각 정부가 수립되었다. 이 시기에 정신적 지주로 모시던 김구가 동족의 흉탄에 세상을 떠나면서 더욱 희망을 잃고 비통해 하였다. 김구는 ‘백범일지’에서 엄항섭에 대해 이렇게 적어 놓았다.
“엄항섭 군은 자기 집을 돌보지 않고 석오 이동녕 선생이나 나처럼 먹고 자는 것이 어려운 운동가를 구제하기 위해 불란서(프랑스) 공무국에 취직을 하였다. 그가 불란서 공무국에 취직한 것은 두 가지 목적에서였다. 하나는 월급을 받아 우리에게 음식을 제공해 주는 것이고 다른 하나는 왜(일본)영사관에서 우리를 체포하려는 사건을 탐지하여 피하게 하고 우리 동포 중 범죄자가 있을 때 편리를 도모해 주는 것이었다.” 김구가 있는 곳이면 어디라도 그림자처럼 동행하면서 대한민국 임시정부에서 활약한 사람이 바로 엄항섭 지사였던 것이다.
민족의 분단은 전쟁을 불러왔고, 엄항섭은 1950년 9월 납북되었다. 1958년 9월 재북평화통일촉진협의회에 통일방안이 자신들의 생각과 다르다고 판단한 북한당국은 납북인사들을 탄압, '엄항섭, 명재세, 노일환' 등에 반혁명분자라는 혐의를 씌어 연행한다. 이것이 바로 북측이 자행한 '엄항섭(嚴恒燮) 사건'으로 엄항섭 등을 체포하자 함께 납북됐던 조소앙은 조작이라며 이에 항의하여 단식투쟁을 벌였다. 단식투쟁 중 병을 얻어 1958년 9월 10일 조소앙은 타계했다고 알려져 있다. 엄항섭은 북한에서도 통일을 위해 진력한 것으로 알려졌고 1962년 7월 30일 외롭게 숨을 거둔 것으로 기록하고 있다. 1956년 7월 재북평화통일촉진협의회 상임위원 겸 집행위원을 지냈다. 1989년 대한민국에서 건국훈장 독립장이 서훈되었다.

### 사후
1988년에 건국훈장 대한민국장을 수여하였다. 북측에서는 1990년 8월 15일 조선민주주의인민공화국에서 조국통일상이 추서되었다.

## 입북 논란
입북 과정에 대해서는 대체로 본인의 의사에 반하여 납북된 것으로 추정하고 있지만, 막내딸의 출생지가 김구의 거처인 경교장일 정도로 김구와 가깝던 엄항섭이 1949년 그가 암살된 후 정치적 기반을 잃었고 대통령 이승만과는 정적이었다는 점에서 자진 월북했다는 소문도 오랫동안 나돌았다. 이런 이유로 인해 건국훈장 독립장이 조금 늦은 편인 1989년에 추서되었다. 유해는 평양 애국렬사릉에 안치되어 있다.
1948년 10월 엄항섭이 간행한 김구각주 최근 언론집도 이승만정권에 의해 반국가적 반민족적 행동으로 간주되어 경찰에 압수조치가 가해지기도 하였다.

## 가족
부인인 연미당과 맏딸 엄기선도 임시정부에서의 활동을 인정받아 건국훈장을 수여받은 독립운동가이다. 해방 정국부터 이승만의 비서를 지낸 이기붕은 그와 인척이었다.
- 할아버지 : 엄세영(嚴世永)
- 아버지 : 엄주완
- 어머니 : 청풍김씨, 충청도 관찰사를 지낸 김규식(동명이인)의 딸
  - 형 : 엄승섭(嚴承燮)
  - 동생 : 엄홍섭(嚴弘燮)
- 부인 : 연미당
  - 장녀 : 엄기선
- 인척 : 이기붕, 김규식
- 외척 : 김규식, 외조부 김규식과는 또다른 동명이인

## 상훈
- 1988년 대한민국 건국훈장
- 1990년 8월 15일 조선민주주의인민공화국 조국통일상[11]

## 엄항섭을 연기한 배우
- 박광남 - 1981년 (제1공화국) MBC 드라마
- 최정훈 - 1985년 (새벽) KBS1 드라마
- 김동현 - 2002년 (야인시대) SBS 드라마
- 위지웅 - 2025년 (기억록 2) MBC 방송

## 같이 보기
- 대한민국 임시정부
- 김구
- 조완구
- 조소앙
- 이승만
- 한국독립당
- 김규식
- 이기붕
- 허정
- 장면
- 장준하